# Castello di Albinea
Il castello di Albinea è stato un edificio difensivo sito ad Albinea, sulle prime colline dell'Appennino reggiano, in provincia di Reggio Emilia.

## Storia
In un documento del 1070 il castello, assieme alla pieve di Albinea, compaiono come possesso del Vescovo di Reggio. Il Vescovo Guglielmo Fogliani, scampato alle furiose lotte tra guelfi e ghibellini reggiani, si rifugia qui nel 1277 e fa restaurare radicalmente e circondare di mura il castello. Fu poi possesso, nel 1324, del comune di Reggio, ma nove anni dopo fu assegnato alla famiglia Fogliani, anche se il proprietario formale rimaneva sempre il Vescovo. nel Trecento i Visconti dotarono il castello di armi da fuoco. In seguito fu assegnato alla famiglia Manfredi, che lo tenne fino al 1730, feudatari e poi, a partire dal 1412, conti di Albinea, Montecavolo, Borzano, Montericco, Jano, Mucciatella e Pratissolo. Otto anni dopo l'estinzione dei Manfredi la contea fu assegnata, dal duca Francesco III d'Este, ad Alessandro Frosini. Nel 1796, con l'abolizione dei feudi, i beni dei Frosini, tra cui il castello di Albinea, vengono ceduti alla Repubblica Cispadana. Tra il 1811 ed il 1814, una volta riassegnato il castello ai Frosini, vengono realizzati il ponte levatoio e la torre merlata. Sul finire del XIX secolo i Frosini cedettero il castello a Prospero Ottavi e, una volta ereditato dalla figlia Lavinia sposata col conte Pio di Brazzà Savorgnan, fu nuovamente ceduto all'industriale reggiano grand'ufficiale ingegner Giovanni Prampolini, cugino del commendator Giovanni e del conte senatore Natale Prampolini. In seguito il fortilizio fu ceduto negli anni '60 alla famiglia Spallanzani e, oggigiorno, è proprietà della famiglia Maramotti.